# Методий Попов
Методий Атанасов Попов е български биолог, антрополог и дипломат, академик на Българската академия на науките.

## Биография
Методий Попов е роден през 1881 година в Шумен, по-малък брат е на математика академик Кирил Попов. През 1901 – 1902 година Методий Попов участва в аферата „Мис Стоун“. През 1904 година завършва естествени науки в Софийския университет „Свети Климент Охридски“.
Специализира биология, сравнителна анатомия и паразитология в Мюнхен при световноизвестния учен Рихард Хертвиг (1904 – 1909). Защитава докторат в Мюнхенския университет и работи като асистент по зоология и сравнителна анатомия (1907 – 1909). Продължава специализацията си по микробиология в Института „Роберт Кох“ в Берлин при Август фон Васерман, по-късно специализира в Пастьоровия институт в Париж.
След завръщането си в България преподава зоология във Физико-математическия факултет на Софийския университет, където е избран за доцент (1910), за извънреден (1915) и редовен професор (1916). Завежда Катедрата по сравнителна анатомия и хистология на гръбначните животни (1916 – 1923). Участва в Първата световна война като запасен санитарен поручик, началник на армейската бактеорологична станция в етапна санитарна служба. За отличия и заслуги през втория период на войната е награден с орден „За военна заслуга“, V степен. През учебната 1920– 1921 година е ректор на Софийския университет. През август 1924 г. е създадена Катедрата по обща биология при Медицинския факултет. Методий Попов е назначен в катедрата, но поради продължително отсъствие от страната започва работа едва през 1931 г.. От 1925 до 1931 година той е пълномощен министър на България във Ваймарската република (от правителството на Александър Цанков). В същото време продължава да се занимава с наука.
През 1947 година става действителен член на Българската академия на науките, а от 1948 година до смъртта си ръководи новосъздадения Институт по биология (разположен в двуетажна сграда с осем дорийски колони в квартал „Изток“, където днес се помещава Института по биоразнообразие и екосистемни изследвания, ИБЕИ–БАН).
По време на Биологическата конференция от 1949 година Методи Попов получава остра критика за това, че разглежда наследствеността на организмите от позициите на хромозомната теория и на идеите на Вайсман и Морган. Отправят се призиви към него да направи преглед на своите възгледи и идеологически „да се преустрои“. 
Акад. Методий Попов е член на Германската академия на естествоизпитателите „Леополдина“ (1926) и на Чехословашката земеделска академия (1926). Той е член на Световния съвет на мира (1950) и лауреат на Димитровска награда (1950).  Умира през 1954 година в София.
Институтът по физиология на растенията, БАН носи неговото име (до сливането си с Института по генетика през 2010 година).  Трета Природоматематическа гимназия във Варна е на името на академик Методий Попов. 

## Научни постижения
Изучава деленето на първаците. Открива, че промяната на съотношението между обема на цитоплазмата и ядрото в полза на цитоплазмата води до делене на клетките. Други автори цитират това откритие повече от половин век след публикуването му.
Издига теорията за клетъчната стимулация. Надява се, че стимулирането на семената с химически агенти ще доведе до увеличаване на добивите. Опитите да се направи това на практика не се оказват особено успешни.
През 30-те години М. Попов извършва антропологични проучвания на расовата принадлежност на българския народ. В редица популярни лекции отрича нацистката расова теория за превъзходството на една раса над друга. Той казва: „Не може да се поддържа научно духовното предимство било на северната, било на медитеранската, било на която да било друга раса при изграждането на културата.“
Неговите напътствия са: „Проникнат от съзнанието за нашата расова принадлежност към европейските, и то към славянските народи, и за благоприятните расови съотношения в нашия народ, като важна биологична основа за неговия културен и духовен напредък, българинът трябва да стане отново горд, самонадеян в своите начинания и е чувство на само-почит и самосъзнание да се освободи от комплексите за малоценност, които расовите учения у нас и в чужбина искат да насадят в неговата душа, и да не робее пред всеки „европеец“, да не се чувства малък пред него „по рождение“ и да не се отдава на слепи подражания и на чужди внушения... Трябва да насадим дълбока вяра в себе си, че „можем по рождение“ и с уседнал труд и постоянство да доведем до пълен разцвет онези ценни наследствени заложби, които са ни предали нашите бащи и деди“.(Заключителни думи в „Наследственост, раса и народ“, 1938 г.)

## Памет
На Методий Попов е наречена улица в квартал „Изток“ в София (Карта).

## Избрани трудове
Popoff, M., 1908. Experimentelle Zellstudien. Arch. Zellforsch, 1, pp.245 – 379.
Попов, Методи. (1910) Съотношението между ядро и протоплазма и неговото значение за цитологията, София, Държавна печатница,
Popoff, M. (1931). Die Zellstimulation: ihre Anwendung in der Pflanzenzüchtung und Medizin. Parey.
Поповъ, Методий.(1938) Българскиятъ народъ между европейскитѣ раси и народи: сказка, държавна предъ учредителното събрание на съюза на естественицитѣ въ България на 12 януарии 1938 г. София, Придворна печатница,
Попов, Методи. (1938) Наследственост, раса и народ. София, Придворна печатница.
Попов, Методий. (1948) Обща биология, 6 прераб. и доп. изд., София, Печ. Стоп. развитие
Попов, Методи. (1957) Клетъчната стимулация и нейното приложение в растениевъдството и медицината, София, Печатница на БАН,
Попов, Методий (1959) Антропология на българския народ, т. 1. София, Печатница на БАН